# Nagelberg (Gemeinde Brand-Nagelberg)
Nagelberg ist eine Katastralgemeinde der Gemeinde Brand-Nagelberg im Bezirk Gmünd in Niederösterreich.

## Gliederung
In der Katastralgemeinde befinden sich die Ortschaften Alt-Nagelberg und Neu-Nagelberg.

## Geschichte
Im Franziszeischen Kataster von 1823 war die Katastralgemeinde mit den Ortsteilen Groß-Nagelberg und Klein-Nagelberg verzeichnet. Die Ortslage Klein-Nagelberg ist mit dem Marktort Alt-Nagelberg gleichzusetzen und Groß-Nagelberg bezeichnet eine Einzellage im Nordwesten der Katastralgemeinde. Laut Adressbuch von Österreich waren im Jahr 1938 in Nagelberg ein Gastwirt, eine Hebamme, ein Sattler und ein Gutsbetrieb verzeichnet.

## Siedlungsentwicklung
Zum Jahreswechsel 1979/1980 befanden sich in der Katastralgemeinde Nagelberg insgesamt 199 Bauflächen mit 93.437 m² und 82 Gärten auf 41.609 m², 1989/1990 waren es 335 Bauflächen. 1999/2000 war die Zahl der Bauflächen auf 795 angewachsen und 2009/2010 waren es 357 Gebäude auf 806 Bauflächen.

## Landwirtschaft
Die Katastralgemeinde ist landwirtschaftlich geprägt. 1003 Hektar wurden zum Jahreswechsel 1979/1980 landwirtschaftlich genutzt und 9033 Hektar waren forstwirtschaftlich geführte Waldflächen. 1999/2000 wurde auf 454 Hektar Landwirtschaft betrieben und 9073 Hektar waren als forstwirtschaftlich genutzte Flächen ausgewiesen. Ende 2018 waren 230 Hektar als landwirtschaftliche Flächen genutzt und Forstwirtschaft wurde auf 9068 Hektar betrieben. Die durchschnittliche Bodenklimazahl von Nagelberg beträgt 15,8 (Stand 2010).

## Sehenswürdigkeiten
- Pfarrkirche Nagelberg